# Волосово (Плюсский район)
Волосово — деревня в Плюсском районе Псковской области. Входит в сельское поселение Плюсская волость.

## География
Деревня расположена на границе с Ленинградской областью, в 16 км к северо-востоку от районного центра — посёлка Плюсса, у железной дороги Псков — Плюсса — Луга. В 0,5 км к западу от деревни находится остановочный пункт 167 км.

## Население
| 2001 | 2002 | 2010 |
| ---- | ---- | ---- |
| 7    | ↘4   | →4   |

Численность населения деревни по оценке на конец 2000 года составляла 7 человек, по переписи 2002 года — 4 человек.